# János Garay (Fechter)
János Garay (* 23. Februar 1889 in Budapest; † wahrscheinlich 30. März 1945 im KZ Mauthausen) war ein ungarischer Fechter, der in den 1920er Jahren als einer der weltweit besten Säbelfechter galt.
Er errang bei den Olympischen Sommerspielen 1924 in Paris mit der ungarischen Mannschaft eine Silbermedaille im Teamwettbewerb sowie die Bronzemedaille in der Einzelkonkurrenz im Säbelfechten. Vier Jahre später bei den Spielen 1928 in Amsterdam wurde er Olympiasieger mit der Mannschaft. Darüber gewann er im Säbelfechten 1925 und 1930 den Einzeltitel bei den Europameisterschaften, 1930 wurde er darüber hinaus auch mit der Mannschaft Europameister.
Nach der Besetzung seines Heimatlandes durch Deutschland während des Zweiten Weltkriegs zählte János Garay 1944 zu den rund 437.000 ungarischen Juden, die während des Holocausts in die nationalsozialistischen Konzentrations- und Vernichtungslager deportiert wurden. Er starb wahrscheinlich im März 1945 im KZ Mauthausen.
János Garay wurde 1990 in die International Jewish Sports Hall of Fame in Netanja aufgenommen. In seiner Geburtsstadt Budapest trägt eine Schule seinen Namen.